# Oleh Lyashko
Oleh Lyashkó (nacido el 3 de diciembre de 1972) es un político y periodista ucraniano, diputado de la Rada Suprema. Es el líder del 
Partido Radical.
Lyashkó fue elegido diputado de la Rada Suprema (Parlamento de Ucrania) en las elecciones parlamentarias por el Bloque Yulia Timoshenko (BYT) de 2006 y 2007 y en las elecciones parlamentarias de 2012 por su Partido Radical. Antes de esto era un periodista.
Durante las protestas prorrusas en Ucrania de 2014 y dos días antes de las elecciones presidenciales del 25 de mayo de 2014, Lyashkó se adjudicó la responsabilidad de tomar por asalto un edificio del gobierno local en Torez por parte de los «soldados del batallón de Lyashkó 'Ucrania'», que mató a un separatista prorruso y partidario de la autoproclamada República Popular de Donetsk e hirió críticamente a otro. Human Rights Watch y Amnistía Internacional han condenado las actividades del batallón 'Ucrania' de Lyashkó y las acciones de Lyashkó en el este de Ucrania. Amnistía Internacional, al señalar «los abusos perpetrados por ambas partes del conflicto», señaló a Lyashkó como «un diputado particularmente errante». Según Lyashkó, sus acciones deben ser vistas como detenciones ciudadanas y acusó a Amnistía Internacional de ser «obviamente parcial».